# Université préfectorale de Fukuoka
L'Université préfectorale de Fukuoka (福岡県立大学, Fukuoka Kenritsu Daigaku) est une université publique du Japon située dans la ville de Tagawa. 